# Peter Chartier
Peter Chartier (XVIII wiek) – Metys, syn Martina Chartier, francuskiego wędrowcy i rękawicznika z Filadelfii oraz Indianki z plemienia Szaunisów. Handlarz i agent kolonialny działający na pograniczu europejskich (brytyjskich i francuskich) kolonii i terytoriów tubylczych w rejonie Alleghenów, najpierw w Pensylwanii, a następnie w Ohio. 
W latach 40. XVIII w. m.in. właściciel punktu handlowego nad rzeką Ohio, broniący tam francuskich - a przy okazji i własnych - interesów. Ożeniony z Indianką, cieszył się sporym autorytetem okolicznych Szaunisów i przewodził (m.in. w 1748) ich zbrojnym wypadom na przygraniczne osady brytyjskie oraz atakom na konkurentów. Od końca lat 40. francuski agent w dolinie Ohio; jego dalsze losy są nieznane.